# Bauhaus Staircase
Bauhaus Staircase è il quattordicesimo album in studio del gruppo musicale britannico Orchestral Manoeuvres in the Dark, pubblicato nel 2023.

## Tracce
Testi e musiche di Andy McCluskey e Paul Humphreys, eccetto dove indicato.

1. Bauhaus Staircase – 3:57
2. Anthropocene – 5:51
3. Look at You Now – 3:20
4. G.E.M. – 3:00 (McCluskey, Katrina Kanepe)
5. Where We Started – 2:26 (McCluskey)
6. Veruschka – 3:33
7. Slow Train – 3:58 (McCluskey, Kanepe)
8. Don't Go – 3:30
9. Kleptocracy – 3:00 (McCluskey)
10. Aphrodite's Favourite Child – 3:29 (McCluskey, George Geranios, Nikos Bitzenis)
11. Evolution of Species – 3:06
12. Healing – 3:40 (McCluskey, Humphreys, Caroline England)

## Formazione
- OMD – produzione
- Andy McCluskey – voce, tastiera, basso
- Paul Humphreys – tastiera, voce
- Martin Cooper – tastiera
- Stuart Kershaw – batteria

## Classifiche
| Classifica (2023) | Posizione massima |
| ----------------- | ----------------- |
| Regno Unito       | 2                 |